# Hanna Kowalewska
Hanna Kowalewska (ur. 18 kwietnia 1960 w Wysokiem Mazowieckiem) – polska pisarka. 
W 1979 ukończyła Liceum Ogólnokształcące im. B. Wesołowskiego w Wysokiem Mazowieckiem, w 1983 studia polonistyczne na Uniwersytecie im. Marii Curie-Skłodowskiej w Lublinie. W latach 1983–1986 pracowała jako nauczycielka, w 1985 debiutowała na łamach tygodnika Nowa Wieś wierszem "Żniwa", nagrodzonym w konkursie "Ziemia moich wierszy" organizowanym przez Radę Krajową Korespondencyjnego Klubu Młodych Pisarzy i redakcję Nowej Wsi. Od 1987 poświęciła się wyłącznie pisarstwu. W 1990 otrzymała II nagrodę w konkursie Młodzieżowej Agencji Wydawniczej na debiut prozatorski za książkę Kapelusz z zielonymi jaszczurkami (ukazał się drukiem dopiero w 1995 nakładem innego wydawcy). W latach 1990–1992 była słuchaczem Studium Scenariuszowego przy PWSF w Łodzi. W kolejnych latach współpracowała z Polskim Radiem i Telewizją Polską jako autorka słuchowisk i dramatów. W latach 1995–1997 pracowała jako bibliotekarka w Miejskim Ośrodku Kultury w rodzinnej miejscowości.
Za słuchowisko Jezioro o podwójnym dnie otrzymała II nagrodę w konkursie Redakcji Dramatu Polskiego Radia Wybieramy premierę Dwójki (1996), za dramat Porwanie wyróżnienie w Ogólnopolskim Konkursie Dramatycznym Tespis 97, za słuchowisko Samotność na sprzedaż wyróżnieniem w konkursie Polskiego Radia Integracja z Europą. Jest autorką scenariusza serialu Tak miało być (realizacja 2005).
W 1997 roku zdobyła pierwszą nagrodę w konkursie na najlepszą polską powieść, zorganizowanym przez wydawnictwo Zysk i S-ka oraz Świat Książki, za książkę Tego lata w Zawrociu, która dała początek cyklowi powieści. W 2003 otrzymała nagrodę Miesięcznika Literackiego oraz nominację do Śląskiego Wawrzyna Literackiego za powieść Julita i huśtawki. 
Od 1996 jest członkiem Stowarzyszenia Pisarzy Polskich.

## Powieści. Opowiadania
- Kapelusz z zielonymi jaszczurkami (1995) - opowiadania
- Tego lata w Zawrociu (1997)
- Letnia akademia uczuć 1 - Anna i wodorosty (2000)
- Góra śpiących węży (2001)
- Julita i huśtawki (2003)
- Maska Arlekina (2006)
- Letnia akademia uczuć 2 - Pięć najważniejszych słów (2010)
- Inna wersja życia (2010)
- Przelot bocianów (2011)
- Tam, gdzie nie sięga już cień (2015)
- Zanim odfrunę (2018)
- Okna z widokiem na Weronę (2019)

## Dramaty
- Gigant (1995); premiera: Telewizyjny Teatr Rozmaitości
- Porwanie (1999); premiera „Scena na Piętrze”

- Siódme przykazanie (1998); premiera: Teatr Autora (Teatr Mały)

## Słuchowiska
- Czterolistna koniczyna (1993)
- Jezioro o podwójnym dnie (1995)
- Szukam drzewa, kochanka oczu (1996)
- Samotność na sprzedaż (1997)
- Wysypisko (1997)
- Ty, tylko ty (1999)
- Przedsionek, czyli sny o niebie i piekle (2000)
- Szepty i kłamstwa (2001)
- Jeden mglisty poranek (2014)

## Wiersze
- Winoroślinność (1988)
- Anna tłumaczy świat (1990)